# Katana Zero
Katana Zero è un videogioco di genere avventura dinamica sviluppato da Askiisoft e pubblicato da Devolver Digital per Microsoft Windows, macOS, Nintendo Switch e PlayStation 4 nel 2019.

## Modalità di gioco
Il gioco è un'avventura dinamica a platform a scorrimento orizzontale, dove il giocatore impersona un samurai e deve uccidere tutti i nemici presenti nel livello, usando la sua spada o alcuni oggetti nell'ambiente. Il giocatore può riflettere i proiettili con un fendente della sua spada, rallentare il tempo (un potere che dipende dalla barra che si riempie da sola) e schivare gli attacchi rotolando. Non ci sono barre di salute, e quindi farsi colpire una sola volta provoca una morte istantanea. Il gioco contiene anche un sistema di conversazioni in tempo reale, che il giocatore può interrompere mentre l'interlocutore sta ancora parlando.

## Sviluppo
Costruito usando GameMaker Studio 2, il gioco è stato annunciato nel 2013, e da allora ha impiegato ben sei anni al completamento, fino al 27 febbraio del 2019.

## Accoglienza
La versione per Nintendo Switch ha venduto almeno 100,000 copie nella sua prima settimana d'uscita.